# لي ريتشاردسون (سياسي)
لي ريتشاردسون هو سياسي كندي، ولد في 31 أكتوبر 1947 في نورث باتلفورد في كندا. حزبياً، نشط في حزب المحافظين الكندي. وقد انتخب عضو مجلس العموم الكندي.